# 마이즈루만

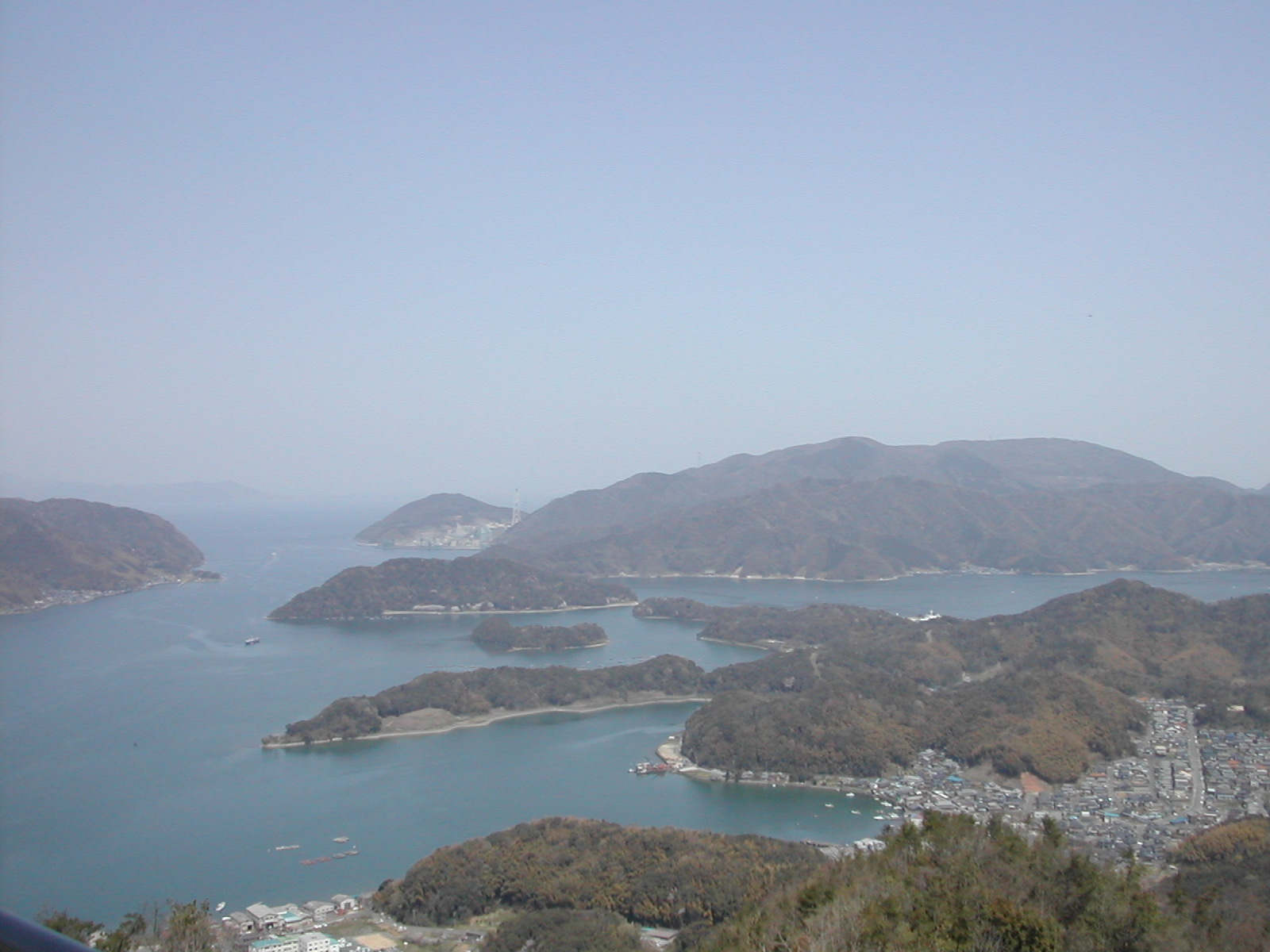
마이즈루만 일대를 이루고 있는 리아스식 해안

마이즈루만(일본어: 舞鶴湾)은 일본 교토부 마이즈루시에 자리잡고 있는 해안의 지형을 형성시킨 만이다. 지정학적상 마이즈루만의 위치는 와카사만에 있는 지만 중의 하나로 구성되어 있다. 만의 가장 안쪽에는 보통 두개의 동강이 크게 난 상태로 띄고 있는 지형으로 이루어져 있어, 마이즈루항이 서항과 동항으로 갈라진 형태를 띠고 있는 만으로, 대체적으로 보면 쓰시마섬의 아소만, 미우라만과 비슷하게 리아스식 해안으로 형성된 상태이다.

## 같이 보기
- 마이즈루시
- 마이즈루항
- 마이즈루와카사 자동차도
- 교토 주칸 자동차도
- 마이즈루 선
- 마이즈루항 선
- 마이즈루 기지
- 와카사만
- 우키시마 호 침몰 사건